# 罗世发
罗世发，四川新繁人，中华人民共和国政治人物。
担任全国劳模。四川第一个农业生产合作社―新民社的社长。1954年，当选第一届全国人民代表大会代表。